# L'anello del Nibelungo
L'anello del Nibelungo (in tedesco Der Ring des Nibelungen ), noto anche per antonomasia semplicemente come Tetralogia, è un ciclo di quattro drammi musicali di Richard Wagner caratterizzati da un continuum narrativo che si svolge nell'arco di un prologo e di tre "giornate":
- L'oro del Reno (prologo);
- La Valchiria (prima giornata);
- Sigfrido (seconda giornata);
- Il crepuscolo degli dei (terza giornata).

## Trama
La trama ruota attorno ad un anello magico che conferisce il potere di governare il mondo, forgiato dal nano nibelungo Alberico con l’oro rubato dalle Figlie del fiume Reno.
Wotan (il capo degli dei), ruba l’anello ad Alberico con l’aiuto di Loge, ma è costretto a consegnarlo ai giganti Fafner e Fasolt in pagamento per la costruzione della dimora degli dei, il Valhalla, per non dover consegnare invece Freia, che fornisce agli dei le mele d’oro che li preservano giovani.
I piani di Wotan per recuperare l’anello spingono la maggior parte dell’azione nella storia. Il mortale Sigfrido – portando a compimento il piano di Wotan, suo nonno – vince l’anello uccidendo Fafner (che a sua volta aveva ucciso Fasolt per l’anello), ma alla fine viene tradito e ucciso a causa degli intrighi di Hagen – figlio di Alberico – che desidera l’anello per sé.
Da ultimo, la valchiria Brunilde – amante di Sigfrido e figlia di Wotan che perse l’immortalità per aver sfidato suo padre nel tentativo di salvare Sigmund, padre di Sigfried – restituisce l’anello alle Vergini del Reno e si toglie la vita sulla pira funeraria di Sigfried. Hagen affoga nel tentativo di recuperare l’anello. Gli dei e il Valhalla vengono distrutti da un incendio (Ragnarök).

## Linee portanti
In primo luogo la genesi del progetto risale al 1848, anno di fermenti rivoluzionari in tutta Europa (ai quali lo stesso Wagner prese fisicamente parte al fianco dell'anarchico Bakunin); l'abbozzo prende quindi forma in un ambiente sociopolitico atto soprattutto a denunciare il sistema capitalistico e borghese che nel primo Ottocento cominciava ad affermare il suo monopolio sulle classi lavoratrici. Tale denuncia è mascherata dalla connotazione mitica della storia, tratta dall'epopea tedesca del Nibelungenlied e dalle antiche saghe dell'Edda, cui Wagner attinse per rielaborare la trama del suo lavoro.

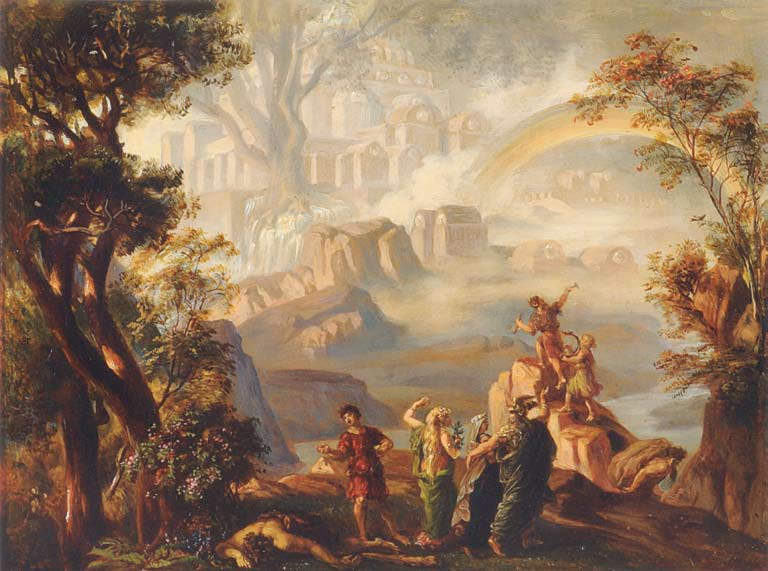
Josef Hoffmann, Scena finale dell"Oro del Reno", schizzo ad olio, 1876, Richard Wagner Museum (Bayreuth)

Preminenti sono le figure di Alberich e Wotan. Alberich (lo gnomo nibelungo da cui la storia prende nome) è la personificazione del male assoluto, il quale si impossessa dell'oro e lo fonde forgiando un anello magico che lo rende il padrone del mondo. Wotan (l'Odino della mitologia nordica, il re degli dèi che dimora tra le nubi del Valhalla) gli si contrappone come figura inizialmente ambigua (ambisce anche lui alla potenza, inconsapevole artefice della propria rovina), in seguito sempre più conscio della necessità di rimediare ma coinvolto nell'inevitabile caduta, fino al tragico crollo del suo stesso mondo - il Ragnarǫk - che ristabilisce un nuovo ordine cosmico. Tra di loro, gli eroi Sigfried e Brünnhilde, che dovrebbero rappresentare la luce della speranza e che invece cadono vittima della loro stessa innocenza. Solo Brünnhilde, all'ultimo momento, determinerà il riscatto delle colpe commesse, immolandosi nel grande incendio distruttore e riconsegnando l'anello maledetto alle limpide acque del fiume Reno, da dove Alberich l'aveva strappato.
Inizialmente, il significato finale e il suo svolgimento all'interno della vicenda non fu chiaro nemmeno allo stesso Wagner, che partì da una concezione ottimistica basata sulla filosofia di Marx e di Feuerbach per poi optare per un finale tragico dopo l'incontro col pensiero di Arthur Schopenhauer e la sua visione della vita. Non si trattò, però, di un cambiamento improvviso e radicale, quanto di una conferma alle sue stesse nuove concezioni filosofiche (da cui i continui cambiamenti adottati alle parole finali di Brünnhilde). Altrettanto ambiguo risulta essere - volutamente - il tema musicale che risuona alla fine del dramma, quella "redenzione" che non si sa precisamente cosa voglia significare. È bene sapere che l'autore non lo chiamava tema della "redenzione" ma tema della "glorificazione di Brünnhilde", dove il monologo finale della protagonista costituirebbe più che altro una cosmica comprensione del "fallimento di ogni desiderio" (Schopenhauer). Proprio per la presenza di numerose chiavi interpretative, l'Anello del nibelungo è stato successivamente sbandierato dalle più opposte ideologie: Comunismo, Anarchia, Nazismo.
Lo stile della composizione inaugura la rivoluzionaria concezione teatrale di Wagner. La musica è composta da un mosaico fittissimo di temi conduttori - melodie associate a cose, personaggi e stati d'animo - che col loro continuo riapparire formano il tessuto fondante della partitura. Sul numero di questi Leitmotive non vi è accordo fra i vari studiosi wagneriani. Il sistema dei Leitmotive raggiunge nell'Anello il suo massimo sviluppo, calcolato quasi matematicamente con uno straordinario gioco di fantasia e sfumature dalle infinite tonalità. La psicologia gioca un ruolo fondamentale nell'evoluzione musicale dei personaggi e nelle varie situazioni che si instaurano volta per volta. È da segnalare la differenza di stile che intercorre tra L'Oro del Reno (scritto nel 1853) e Il Crepuscolo degli dei (terminato nel 1874), il primo ancora bilanciato tra canto e orchestra, con maggiore spazio al declamato, il secondo più evoluto nello spessore sinfonico e costituito da una polverizzazione continua di frammenti tematici. Per contro, la stesura poetica risulta essere più arcaica nel Crepuscolo in quanto Wagner scrisse i testi a ritroso, cominciando dall'ultima giornata e procedendo all'indietro verso il prologo. Il Crepuscolo, infatti, denota ancora nella struttura alcune impostazioni legate all'opera lirica convenzionale (il coro e il terzetto alla fine del 2° atto), poi bandite negli altri tre drammi.

## DVD & Blu-Ray parziale
- Wagner, Anello del Nibelungo - Boulez/McIntyre/Egel/Schwarz, regia Patrice Chéreau, 1980, Deutsche Grammophon - Grammy Award for Best Opera Recording 1983.
- Wagner, Anello del Nibelungo + Documentario Wagner's Dream sulla produzione - Levine/Luisi/Kaufmann/ Terfel/Voigt/MET - regia Robert Lepage, 2012, Deutsche Grammophon - Grammy Award for Best Opera Recording 2013.
- Wagner, Anello del Nibelungo - Karajan/Berliner Philharmoniker/Chor der Deutschen Oper Berlin, 1966-1969, Deutsche Grammophon - Blu-ray Audio Disc, remastered.

## Nella cultura contemporanea
L'Anello del Nibelungo è anche rappresentato nella Harlock Saga - L'anello dei Nibelunghi e nel film di Capitan Harlock quale adattamento in chiave fantascientifica dell'opera di Wagner.
Anche nel film Army of Thieves l'anello del Nibelungo è citato attraverso i nomi delle casseforti inespugnabili che il protagonista del film, calatosi nei panni di un rapinatore, è chiamato a scassinare.
Alla canzone dei nibelunghi vengono fatti dei cenni anche in una scena del film Django Unchained di Quentin Tarantino e Brunilde è anche il nome della donna della quale i due protagonisti di questo film sono alla ricerca.
L'anello è anche un oggetto chiave nella saga di Asgard nella serie animata de I Cavalieri dello Zodiaco (nel manga è assente), il quale viene ritrovato da Hilda di Polaris, sacerdotessa di Odino, che le provoca manie di potere, sguinzagliando contro Lady Isabel ed i suoi cavalieri, i rispettivi cavalieri del Nord.